# 90383 Johnloiacono
90383 Johnloiacono è un asteroide della fascia principale. Scoperto nel 2003, presenta un'orbita caratterizzata da un semiasse maggiore pari a 2,6443007 UA e da un'eccentricità di 0,2154820, inclinata di 1,70561° rispetto all'eclittica.